# Eurynomos
Na mitologia grega, Eurynomos era o demônio do submundo dos cadáveres apodrecidos que habitavam o submundo. Eurynomos é uma figura menor cuja literatura associada é perdida no tempo, ou possivelmente uma invenção do pintor Polygnotos.
Eurynomos é mencionado na Bíblia Satânica, onde o nome está incorretamente grafado como "Euronymous".